# 科马诺泰尔梅

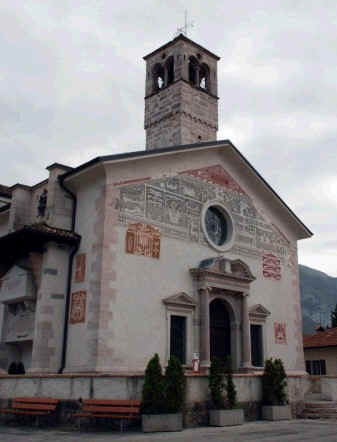
教堂

科马诺泰尔梅（義大利語：Comano Terme）是意大利特伦蒂诺-上阿迪杰大区特倫托自治省的市镇。市镇面积为67平方公里，2010年人口数量为2,900人。
该市镇设立于2010年1月1日，由下布莱焦和洛马索两市镇合并而成。